# Заячий остров (Челябинск)
За́ячий остров, или Соба́чий остров — остров в Калининском районе Челябинска на реке Миасс. Территория острова известна среди местных жителей как место проживания бездомных и наркоманов. В прошлом здесь были зафиксированы случаи насилия, грабежей и других правонарушений.

## История
Остров образовался в результате возведения Челябинской ГРЭС на 100 тыс. кВт. Для нужд станции, реку перегородили плотиной, вода поднялась, и появился остров.
В 30-60-е годы XX века остров был  и благоустроенным и являлся популярным местом отдыха для жителей Калининского района города Челябинска.  В этот период территория острова активно использовалась для досуга и встреч местных жителей. Однако с 70-80-х годов остров больше не числился на балансе ни одной организации, что привело к его постепенному разрушению и утрате прежней привлекательности.